# سوسکچه قارچ‌خور پوپا
سوسکچه قارچ‌خور پوپا (نام علمی: Meganthribus pupa) نام یک گونه از سرده سوسکچه‌های قارچ‌خور مگانثریبوس است. زیست‌گاه این گونه در پاپوآ گینه نو و فیلیپین است.